# Dose equivalente
La dose equivalente HT è una grandezza fisica che misura il danno biologico provocato dall'assorbimento di radiazioni da parte di un intero organismo vivente, o anche di un singolo organo o tessuto.
Rispetto alla dose assorbita D, che misura la quantità di energia assorbita da un'unità di massa di un materiale (qualunque: inerte o biologico), la dose equivalente quantifica invece gli effetti biologici della radiazione sull'organismo. I diversi tipi di radiazione possono essere infatti più o meno dannosi per l'organismo. 
La dose equivalente {\displaystyle H_{T}} si ottiene moltiplicando la dose assorbita {\displaystyle D_{R}} delle singole radiazioni per il loro fattore di pericolosità {\displaystyle w_{R}}:
{\displaystyle H_{T}=\sum _{R}w_{R}\,D_{R}}
La dose equivalente nel Sistema Internazionale si misura in sievert (Sv), anche se sopravvive ancora, soprattutto in ambiente anglosassone, la vecchia unità di misura rem. In sintesi 1 Sv, a differenza di 1 Gy, produce gli stessi effetti biologici indipendentemente dal tipo di radiazione considerata per cui non è più importante conoscere il tipo di radiazione assorbita.
Il significato fisico di questa definizione è che ogni tipologia di radiazione ha una sua specifica pericolosità intesa come entità del danno biologico a parità di dose assorbita che provoca direttamente  (e non indirettamente tramite gli ioni, fotoni ed elettroni secondari che essa genera, per i quali va calcolata separatamente). Per esempio, per via della loro alta massa relativistica, i neutroni veloci e i nuclei atomici sono molto più pericolosi degli elettroni e dei fotoni. I danni sono principalmente la morte diretta delle cellule oppure la mutazione del loro DNA con conseguente alterazione dell'indice mitotico, che può provocare l'incontrollato accrescimento canceroso. Il primo danno predomina ad alte dosi, sopra la cosiddetta soglia deterministica, sotto la quale il secondo è molto più pericoloso.

## Fattore di pericolosità
I fotoni in quanto meno pericolosi vengono considerati come radiazione di riferimento: ad essi si associa per definizione il valore di {\displaystyle w_{\gamma }=1}:
| Tipo di radiazione R | Fattore di pericolosità wR                                                            |
| γ                    | 1                                                                                     |
| β-                   | 1                                                                                     |
| β+                   | 1                                                                                     |
| μ                    | 1                                                                                     |
| p (E>2MeV)           | 2                                                                                     |
| Nuclei atomici       | 20                                                                                    |
| n                    | {\displaystyle 5+17\mathbf {e} ^{-{\frac {(\mathbf {ln} {\frac {2E}{MeV}})^{2}}{6}}}} |
| -------------------- | ------------------------------------------------------------------------------------- |

## Tasso di dose equivalente
Viene introdotto anche il tasso di dose equivalente:
{\displaystyle {\dot {H}}_{T}=\sum _{R}w_{R}\,{\dot {D}}_{R}}
Oltre alla conoscenza della dose equivalente anche quella del suo tasso è necessaria in medicina nucleare, in quanto un organismo ha una facoltà di riparare nel tempo il danno biologico (misurato con la dose equivalente) decrescente con la velocità del suo accumulo (misurato in tasso di dose equivalente).